# طريق إم 4 (سوريا)
طريق إم 4 طريق سريع للمركبات في سوريا. يقطع الطريق شمال سوريا من اللاذقية غربًا وصولا إلى اليعربية شرقًا عند حدود العراق. بطول 691 كلم
للطريق أهمية اقتصادية ولوجستية كبرى حيث يربط حلب عاصمة البلاد الاقتصادية بموانئ الساحل السوري، ويربط المناطق الزراعية والنفطية في محافظة الحسكة شمال شرق البلاد مع مراكز الصناعة والاستهلاك في حلب. يرتبط الطريق بطريق إم 5 (شريان سوريا الشمالي - الجنوبي) عند سراقب جنوب حلب، وبطريق إم 1 عند اللاذقية.